# Podul Europa
Podul Europa (în germană Europabrücke) este cel mai înalt pod rutier din Austria.